# Magic (album de Nas)
Pour les articles homonymes, voir Magic.
Albums de Nas
King's Disease II
(2021) King's Disease III
(2022)
Magic est le quatorzième album studio du rappeur américain Nas, sorti en 2021. L'album est intégralement produit par Hit-Boy. Il connait deux « suites » sorties en 2023.

## Historique
Nas annonce la sortie de l'album le 23 décembre 2021 et révèle le titre, la pochette et la liste des titres,. Sur le titre Ugly, le rappeur conforme qu'un King's Disease III est par ailleurs en projet.

## Critique
Sur l'agrégateur de critiques Metacritic, Magic obtient une note moyenne de 82⁄100 pour 7 critiques presse compilées.
Sur AllMusic, Fred Thomas écrit notamment que cet album de 9 titres sert surtout de « sortie provisoire pour dépanner les auditeurs alors que King's Disease III est en cours de finalisation. La production épaisse, directe et quelque peu rétro de Hit-Boy met en avant la voix ainsi que les rimes fluides et le lyrisme de Nas ».
Riley Wallace du webzine HipHopDX écrit quant à lui : « malgré la directivité du lyrisme, cela ressemble à deux amis “riffant” en studio et s'appuyant sur l'énergie de l'autre ; les auditeurs peuvent entendre à quel point Nas aime ce qu'il fait. Le fait que les fans de Hip Hop obtiennent des apéritifs de ce calibre pour faire patentier en attendant le 3e volume inévitable dans la série est, en soi, magique. »
Pete Tosiello de Pitchfork écrit une critique plutôt négative : « Vous pourriez frapper Magic pour être tourné vers l'arrière, mais encore une fois, toute la musique de Nas est tournée vers l'arrière. C'est charmant quand il revisite ses propres évangiles, mais l'acte de nostalgie serait plus facile à avaler s'il n'était pas si plein de ressentiment. »
L'article de l'Abcdr du son met en avant la collaboration avec Hit-Boy : « L’alchimie entre les deux prodiges devient une courbe exponentielle qui atteint des sommets sur ce troisième essai, transformant tous les espoirs que leurs talents pouvaient laisser supposer. [...] Le seul bémol à mettre au compte de cette troisième collaboration est de ressasser des thèmes maintes fois abordés par son auteur : le chemin parcouru des projects de QB au sommet des billboards, les affres du ghetto et ceux de l’industrie musicale, les codes d’un business qu’il a su dompter avec le temps. Mais aussi, et c’est peut-être là où Nas excelle le plus, ce rap “canal historique”. »

## Liste des titres
Toutes les chansons sont écrites et composées par Nas et Hit-Boy, sauf exceptions notées.
| 1.    | Speechless                                | - Nasir Jones - Chauncey Hollis                      |                     | 3:06 |
| 2.    | Meet Joe Black                            | - Jones - Hollis                                     |                     | 2:51 |
| 3.    | Ugly                                      | - Jones - Hollis - Dustin Corbett                    | - Hit-Boy - Corbett | 3:18 |
| 4.    | 40-16 Building                            | - Jones - Hollis                                     |                     | 2:55 |
| 5.    | Hollywood Gangsta                         | - Jones - Hollis                                     |                     | 3:15 |
| 6.    | Wu for the Children                       | - Jones - Hollis                                     |                     | 3:18 |
| 7.    | Wave Gods (feat. ASAP Rocky & DJ Premier) | - Jones - Rakim Mayers - Christopher Martin - Hollis |                     | 3:10 |
| 8.    | The Truth                                 | - Jones - Hollis                                     |                     | 3:27 |
| 9.    | Dedicated                                 | - Jones - Hollis                                     |                     | 3:52 |
| 29:16 |                                           |                                                      |                     |      |

## Samples
- Wave Gods contient des samples de Eye for a Eye (Your Beef Is Mines) de Mobb Deep feat. Nas & Raekwon, de Fast Life de Kool G Rap feat. Nas et de They Reminisce Over You (T.R.O.Y.) de Pete Rock & C.L. Smooth[10].
- Dedicated contient un samle de Casper de Devin Morrison.

## Classements
| Pays et classements (2021–2022)     | Meilleure position |
| ----------------------------------- | ------------------ |
| Belgique (Flandre Ultratop)         | 173                |
| Canada (Canadian Albums)            | 58                 |
| Suisse (Schweizer Hitparade)        | 34                 |
| Royaume-Uni (R&B Albums)            | 5                  |
| États-Unis (Billboard 200)          | 27                 |
| États-Unis (Top R&B/Hip-Hop Albums) | 11                 |